# Flying Colours (Ruphus)
Flying Colours is het vierde muziekalbum van Noorse band Ruphus. Het originele album is alleen in Noorwegen via Polygram en Duitsland via Brain Metronome uitgebracht. Brain Metronome is al jaren failliet. Ruphus gaat met dit album meer richting de Amerikaanse Rufus met funkachtige jazzrock. Vooral de clavinet en synthesizerpartijen geven de funkklank weer. De albums van Ruphus zijn al jaren niet meer te krijgen en zo nu en dan verschijnt een album op compact disc op een obscuur Noors platenlabel. De cd-versie van het album kwam uit in januari 2009 alleen in Noorwegen; het label Panorama Records heeft namelijk geen afspraken voor het uitbrengen van cd’s buiten Noorwegen. In 2020 verscheen een geremasterde versie via Karisma.

## Musici
- Thor Bendiksen – drums
- Sylvi Lillegaard – zang;
- Kjell Larsen – gitaar;
- Asle Nilsen – basgitaar
- Jan Simonsen – toetsen
- Trond Villa – viool op (5)

## Composities

### Kant A
1. Foodlover’s diet (Larsen, Lillegaard)(3:54)
2. Frysja (Larsen)(4:07)
3. Early Riser (Simensen)(6:12)

### Kant B
1. The rivulet (Larsen, Lillegaard)(4:39)
2. Joy (Simensen, Lillegaard)(4:20)
3. Moody Moments (Larsen, Lillegaard)
  1. The moment (1:42)
  2. Gloom (2:33)
  3. Exaltation (5:08)
4. Inner voice (4:46)

Inner Voice is een liveopname uit februari 1978 in de Gruga-hallen in Essen, uitgegeven op het album Brain Festival Essen II.